# 銳齒鯙
銳齒鯙，又稱銳齒海鱔，為輻鰭魚綱鰻鱺目鯙亞目鯙科的其中一種，分布於東太平洋區，從加利福尼亞灣至秘魯海域，棲息深度可達25公尺，體長可達120公分，為底棲性魚類，生活在岩石底質海域，平時躲藏在岩縫洞穴中，屬肉食性，生活習性不明。

## 擴展閱讀
維基物種上的相關：銳齒鯙